# 이노우에 가쿠고로

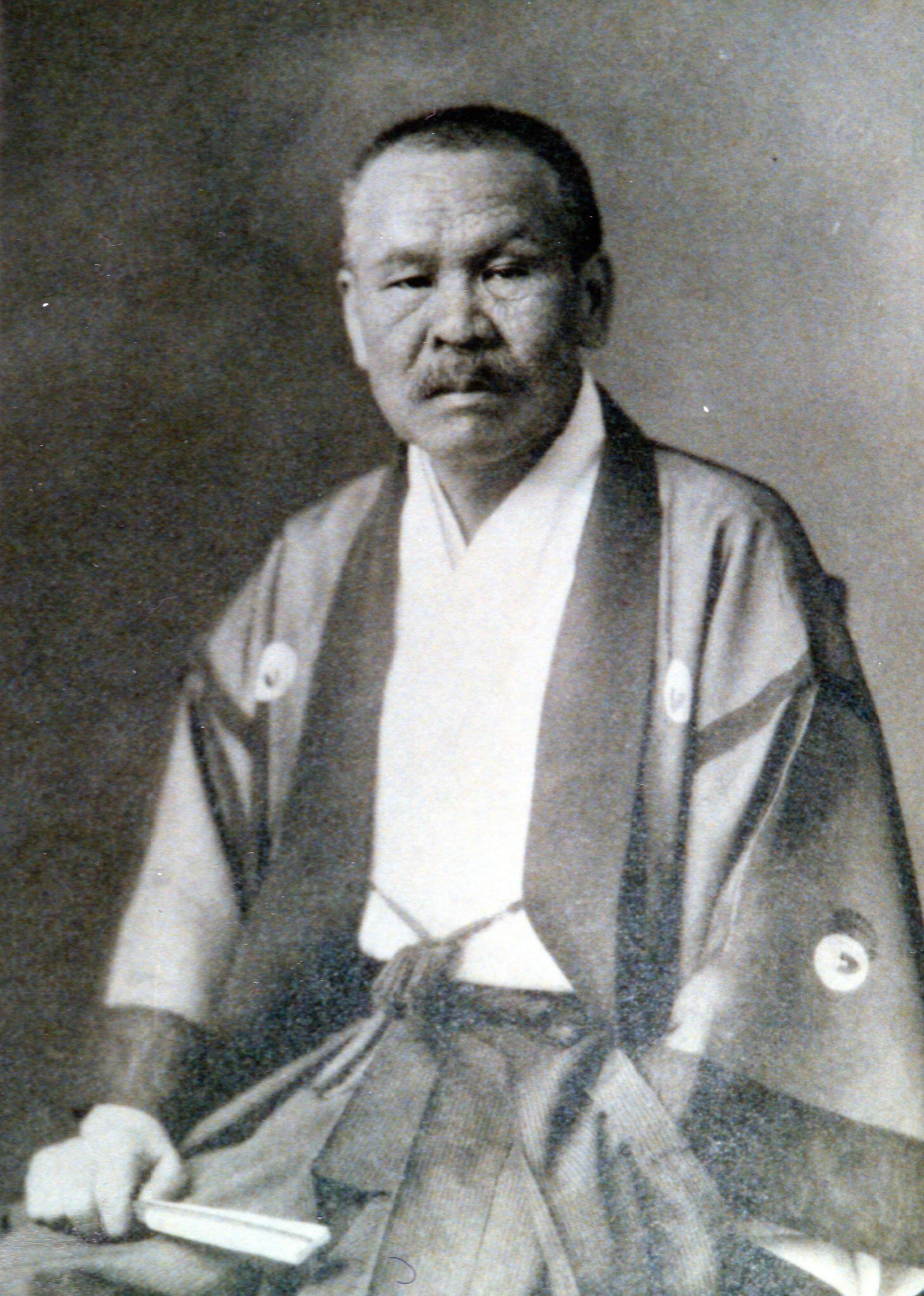
이노우에 가쿠고로

이노우에 가쿠고로(井上 角五郎, 1860년 10월 30일(만엔 원년 10월 18일)~1939년(쇼와 13년) 9월 23일)는 일본의 사업가, 정치인이다.

## 생애

### 성장
1860년 구력 10월 18일 빈고국 후카쓰 군 노가미 촌(현재의 히로시마현 후쿠야마시)에서 다다고로와 스미코 부부의 5남 중 막내로 태어났다.
1879년 도쿄로 상경해 동향 선배 고바야시 요시나오의 소개로 후쿠자와 유키치 집에 기식하며 후쿠자와 유키치의 자식들의 공부를 봐준다. 또 후쿠자와 유키치가 만든 게이오기주쿠 대학에 다녔다.

### 조선으로 건너감
1882년 10월 게이오기주쿠 대학을 졸업하고 스승 후쿠자와 유키치의 지시에 따라 조선의 신문 발간을 위해 조선을 방문한다.
1883년 4월 다른 일본인 동료들은 모두 일본으로 귀죽하고 홀로 남아 신문 발간 준비를 계속한다.
김윤식(당시 외아문협변 지위)을 찾아가 신문 창간의 필요성을 호소한다. 김윤식과 친밀한 관계로 발전하자 김윤식은 민영익을 소개하는 등 이노우에 가쿠고로는 김윤식의 지인들과도 친목을 다졌다. 궁중에서도 내관이 찾아오는 등 이노우에 가쿠고로의 주변은 번창해졌다. 이 후 김윤식에게 탁원(琢園)이라는 호를 지어주었고, 주변 지인들로부터 정탁원(井琢園) 혹은 정상탁원(井上琢園)이라 불리게 된다.
1883년 6월 김윤식의 사촌 김만식이 한성판윤에 임명되자 이노우에 가쿠고로도 고종으로부터 내명을 받고 조정에 머물게 되고, 외아문의 고문으로 박문국에 출임한다.
1883년 9월 김윤식은 이노우에 가쿠고로에게 신문발간의 계획대요를 제시하라고 요청하여, 김만식과 합의 하에 다음 아래와 같은 발간 계획을 완성시켰다.
1. 신문은 순보로 하고 매월 10일 1회 발간할 것
2. 관보는 제일로 하고 내외의 시사를 병기할 것
3. 인지를 개발하고 식산을 장려하며 그 외 풍교상 필요한 논설을 기재할 것
4. 각 고위고등관 및 중앙, 지방관 등은 의무구독을 명할 것
5. 편집사무 의원은 모두 관원으로 하고 내외 사정에 정통한 자, 문학 소양을 가진 자를 채용할 것
6. 정식으로 한문만으로 할 것
7. 국원일체의 봉급, 모든 급여는 외아문에서 이것을 지출하고, 그 외 비용은 한성부에서 지변할 것

이와 같이 정하고 김윤식에게 제출하였더니 계획은 용이하게 받아들여져, 새롭게 박문국이라는 교육 사무를 임무로 하는 관청이 설치되었다. 그리고 신문의 편집, 사무, 인쇄의 관게각원을 임명하고 이것에 주사, 사사를 부여해 마침내 『한성순보』 제1호를 발행 하기에 이른다. 창간일은 1883년 10월 31일(음력 10월 1일)이었다(자세한 정보는 『한성순보』 참조).
1884년 1월 『한성순보』 제10호(1884년 양력 1월 30일자) 에 실린 기사가 문제를 일으켰다. 당시 청으로부터 조선 정부의 내정, 외교, 등에 간섭이 심해지는 와중에, 특히 주둔하고 있던 청국 병사들의 약탈 및 강간 등의 횡포가 심하였다. 그래서 한성순보 제10호는 청국병사에 의한 「서울약국 주인피살사건」을 폭로하는 기사를 게재하고 이를 규탄한다. 이것이 청을 자극해 강한 반발을 일으켰다. 이에 청의 북양대신 이홍장의 이름으로 조선정부 및 박문국에 서간을 보내 "한성순보는 관보이며, 관보는 민보가 수문수록하는 것과 달라, 이번 기사는 오류로 말살하기 어려우며 단연 청국에 예를 잃은 것이다"라고 비난했다.
그래서 당시 이노우에 가쿠고로는 이는 자신의 소견을 기록한 것이기에, "책임은 나 한 사람에게 있다"면서 스스로 책임을 지고 『한성순보』 제16호를 발간한 후 외아문 고문과 박문국 주재를 모두 사임하고 1884년 5월 귀국한다. 이 같은 경위로 이노우에 가쿠고로는 일본으로 돌아가게 되었지만, 결국 이 사건은 한국에서 신문보도가 국제적인 파문을 일으킨 최초의 필화사건이기도 하다. 그리고 같은 해 8월 이노우에 가쿠고로는 후쿠자와 유키치의 『지지신보』의 기자 신분으로 다시 조선으로 가 박문국에 다시 채용되며 조선의 신문 발행에 참여한다.
1884년 12월 4일 갑신정변에 가담하였다(다이너마이트 폭발 작업을 도왔다). 이로 인해 같은 해 12월 13일에 김옥균, 박영효, 서광범, 서재필, 유혁노, 변수 등 6명과 함께 일본으로 밀항한다(나가사키항). 갑신정변 당시 급진개화파들을 도와주기로 했던 다케조에 신이치로 공사가 약속을 어기자 일본으로 귀국 후 강한 비판을 하게 되었고, 당시 일본의 내무대신을 지냈었던 이노우에 가오루(정상형, 井上馨)에게도 이 일을 언급한다. 이노우에 가오루는 갑신정변 후 조선 주재 일본 공사(주한일본공사)로 조선을 방문하는 인물이다. 1884년 1월의 『한성순보』 기사파문 사건 이후에 이노우에 가쿠고로를 조선에 다시 보낸 이도 바로 이 이노우에 가오루이다. 청에게 『한성순보』를 넘기지 않기 위해서였다는 것이 정설이다. 아무튼 다케조에 신이치로 공사는 이노우에 가쿠고로가 자신을 비판했다는 것을 알고는 이 때부터 이노우에 가쿠고로를 주시하기 시작한다.
1884년 12월 21일 이노우에 가오루가 특파 전권대사(주한일본공사)로 임명되어 갑신정변의 수습원으로 조선을 방문한다(이노우에 가쿠고로도 동행한다). 당시 조선 정부는 친청파가 지배하고 있었기 때문에 이노우에 가오루 대사 일행이 인천에 도착하자 조선 정부는 돌연 대사의 경성입성을 거부하고 성문을 폐쇄해 조선 병사와 청나라 병사에게 전투준비를 하기에 이르렀다. 특히 당시 청나라 병사들의 일본인에 대한 적대적 태도가 가장 심했다. 결국 이노우에 가오루 대사와 김홍집, 김윤식과의 회담은 결론을 내지 못하고 끝났다. 그래서 이노우에 가쿠고로는 이노우에 가오루 대사의 의향을 두 김씨에게 전달하였다. 그 결과 양국의 갈등은 어느 정도 누그러졌고, 김윤식에 의해 이노우에 가쿠고로는 다시 외아문의 고문이 된다. 이노우에 가오루 대사는 1885년 1월 6일 국왕을 알현해 국서를 봉정하고, 조선전권대사 김홍집과 담판을 개시하게 된다. 그러나...
1885년 4월 10일 톈진 조약이 일본의 이토 히로부미와 청의 이홍장의 조인에 의해 평화적으로 끝났으므로 조선 정부는 이노우에 가오루 대사에게 속은 것처럼 느껴 이노우에 가쿠고로를 향해 이노우에 가오루 대사가 이노우에 가쿠고로에게 식언을 한 일이 있었는지 몇 번이나 물었다. 그 후 이노우에 가쿠고로는 일본으로 돌아갔다. 당시의 일본 내에서도 톈진조약에 대해 부정적인 견해들이 많았기 때문에 이노우에 가쿠고로의 분개는 극에 달해 외무성으로 가서 이노우에 가오루에 대해 강력한 비판을 하게 된다. 이로 인해 이노우에 가쿠고로는 이노우에 가오루에 의해 행방을 탐지당하게 되고 훗날 사문서위조죄와 관리모욕죄 혐의로 체포되었다.
1886년 1월 25일 『한성주보』를 창간하기에 이른다. 조선 최초의 '국한문혼용체'로서 이 한성주보에서 최초로 한글을 사용하게 된다(한글과 한문을 병용한 신문이다). 이는 후쿠자와 유키치의 의견을 따른 것인데, 한자만으로는 서양의 학문과 사상을 습득하기 어렵다는 그의 견해로 보여진다.